# NGC 23

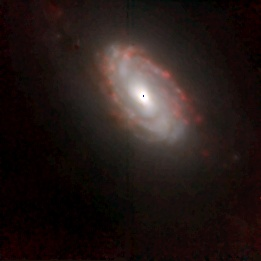
NGC 23

NGC 23是飛馬座的一個漩渦星系。星等為11.9，赤經為9分53.3秒，赤緯為+25°55'26"。在1784年9月10日首次被英國天文學家弗里德里希·威廉·赫歇爾發現。